# Coppa Italia di beach soccer Under-20
La Coppa Italia di beach soccer Under 20 è un trofeo nazionale organizzato annualmente dalla FIGC - LND.
È stata istituita nel 2023. La Coppa Italia viene assegnata con un torneo che mette di fronte tutti i club iscritti alla FIGC - LND, in programma solitamente come primo evento stagionale. 

## Albo d'oro
| Edizione | Vincitore (volta)   | Risultato | Finalista | Data          | Sede                     | Note  |
| -------- | ------------------- | --------- | --------- | ------------- | ------------------------ | ----- |
| 2023     | Viareggio (1)       | 4-1       | Cagliari  | 9 luglio 2023 | Viareggio                | [ 1 ] |
| 2024     | Icierre Lamezia (1) | 4-2       | Viareggio | 7 luglio 2024 | Paestum                  | [ 2 ] |
| 2025     | Viareggio (2)       | 5-4       | Pisa      | 5 luglio 2025 | San Benedetto del Tronto | [ 3 ] |

### Titoli per squadra
| Squadra         | Vittorie | Anni vittorie | Perse | Anni perse |
| --------------- | -------- | ------------- | ----- | ---------- |
| Viareggio       | 2        | 2023, 2025    | 1     | 2024       |
| Icierre Lamezia | 1        | 2024          | -     | -          |
| Cagliari        | -        | -             | 1     | 2023       |
| Pisa            | -        | -             | 1     | 2025       |